# Siodło damskie

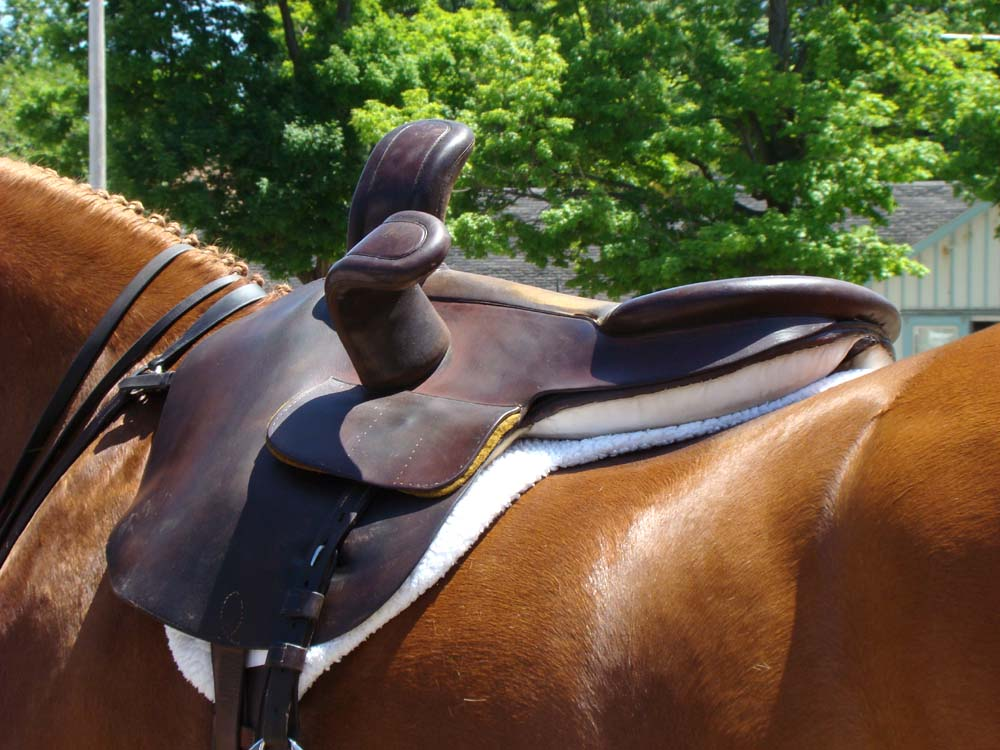
Damskie siodło

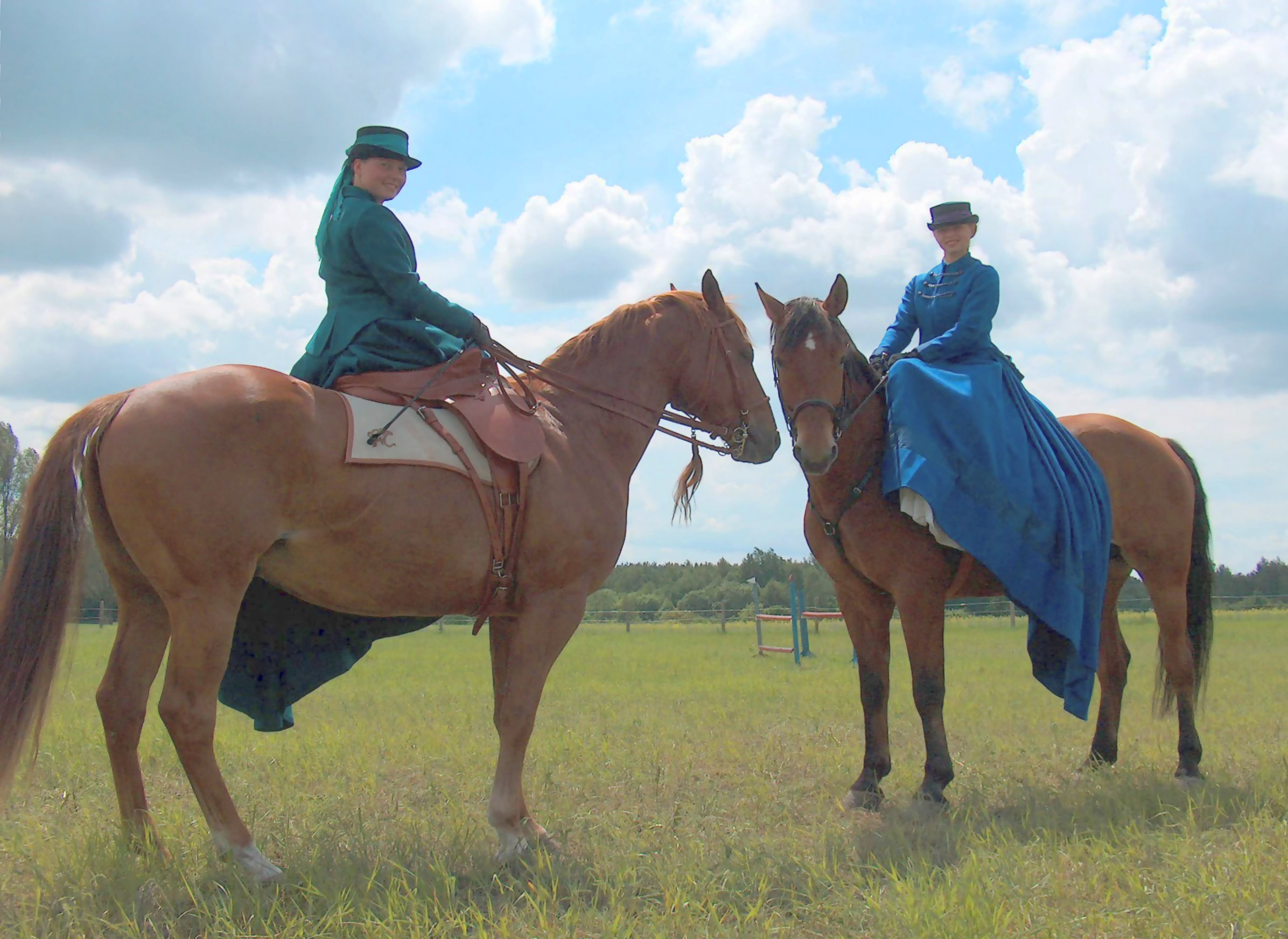
Współczesne amazonki ubrane w historyczne stroje w damskich siodłach

Siodło damskie – siodło służące kobietom do jazdy konnej z obiema nogami z lewej strony. Siodła damskie dzielą się na skokowe i do jazdy po terenie płaskim. Te które służą do skoków mają tybinkę wysuniętą do przodu, by można jeździć wygodnie w krótkim strzemieniu, oraz wycięty przedni łęk, co ułatwia jazdę w półsiadzie. Siodła do jazdy po terenie płaskim mają słabiej wycięty łęk przedni oraz tybinkę niezbyt silnie wysuniętą do przodu. Niegdyś uważano, że kobieta, a szczególnie „dama”, nie powinna jeździć konno siedząc okrakiem. Specyfika jazdy po damsku znacznie różni się od typowej jazdy po męsku. We współczesnym damskim siodle amazonka (kobieta jeżdżąca konno) siedzi wyprostowana w kierunku jazdy (nie bokiem), lewą nogę trzyma w strzemieniu, a prawą ma przełożoną na lewą stronę siodła przez przedni łęk. Siodło takie jest wyposażone w płaskie siedzisko i dwie kule, czyli „widełki” do podpierania się nogami. Jedna kula (wyższa) jest podpórką do prawej nogi (pod kolanem), druga kula mieści się nad kolanem lewej nogi. Współczesna budowa siodła damskiego umożliwia jazdę w kłusie i galopie, a nawet skoki przez przeszkody. Amazonka używa palcatu, którym oddziałuje na prawy bok konia (zamiast nogi) głównie przez nacisk. Współczesne amazonki jeżdżą po damsku w bryczesach, oficerkach lub sztylpach i sztybletach, lecz na wierzch wkładają eleganckie suknie.
Obecnie widoczny jest renesans jazdy w siodle damskim, odbywają się nawet zawody, poświęcone tej dyscyplinie jazdy konnej – coroczne Mistrzostwa Polski Amazonek w Damskim Siodle, wpisane do kalendarza PZJ.

## Historia
Siodło damskie wywodzi się ze średniowiecznego siodła fotelowego służącego do transportowania dzieci, kobiet oraz osób duchownych. W siodle takim siedziało się całkowicie bokiem a stopy trzymało się nie w strzemionach, tylko na specjalnej deseczce. Kierowanie koniem oraz jazda w chodzie szybszym niż stęp była całkiem niemożliwa.
Dopiero Anna Czeska udoskonaliła siodło stosując kulę (zakrzywiony bolec do przytrzymywania nogi, patrz zdjęcie) przez którą przekładało się prawą nogę w kolanie. Jadąc w ten sposób siedziało się już nie całkiem bokiem, ale w pozycji lekko zwróconej ku przodowi oraz bardziej stabilnej, dzięki czemu możliwe stało się kierowanie koniem w zakresie ruszania, stawania oraz kierunku jazdy, nadal jednak jeździło się tylko w stępie. Z czasem przy siodłach zaczęto montować kulę przechodzącą po prawej stronie kolana prawej nogi, jednak po zastosowaniu kuli nad kolanem lewej nogi uznano, że tamta jest niepotrzebna. Kiedy w ostatniej fazie rozwoju siodła damskiego dodano strzemię wypinające się z puśliskiem podczas upadku amazonki z siodła, jazda konna po damsku stała się niemal tak bezpieczna jak jazda w siodle sportowym.

## Strój
Dawna moda nie pozwalała kobietom chodzić w spodniach, a tym bardziej jeździć po męsku. Właśnie dlatego amazonki używały siodeł damskich. Początkowo do jazdy wkładały te same suknie co na co dzień. Z czasem jednak damy zaczęły zamawiać suknie-amazonki, z długim tyłem oraz wszytymi obciążnikami, by wiatr nie podwiewał sukni. W XIX w. drukowane były nawet specjalne żurnale z najlepszymi modelami sukien do jazdy konnej. Dzisiejsze amazonki jeżdżące w stroju klasycznym zakładają spódnice i żakiety o specjalnym kroju. Spódnica taka ma rozcięcie z tyłu. Kiedy się chodzi, można ją zapiąć, a kiedy siada się na konia, rozpina się ją, dzięki czemu nie plącze się ona między amazonką a siodłem. Żakiet do jazdy konnej po damsku przypomina krojem zwykły żakiet do jazdy konnej. Na głowy amazonki wkładają cylindry i meloniki z woalką, a do skoków toczki lub kaski. Stroje amazonek są najczęściej czarne, granatowe lub w szkocką kratę. Jest też wiele amazonek, które wolą jeździć w strojach stylizowanych na historyczne lub eleganckich kolorowych sukniach, które także mają odpowiedni krój. Zdarzają się też osoby noszące zwykłe spodnie.
Ze względu na rosnącą popularność jazdy w damskim siodle i coraz większą liczbę okazji do współzawodnictwa, amazonki przykładają coraz większą wagę do stroju. Polski Związek Jeździecki poświęca też część regulaminu tej dyscyplinie sportu:
„Strój do jazdy w damskim siodle składa się z następujących części:
- żakiet czarny, granatowy lub brązowy, tweedowy lub ciemnozielony; długość (na koniu) – do siedziska
- spódnico-fartuch czarny, granatowy lub brązowy; długość (na koniu) – powyżej kostki (ostroga musi być widoczna);
- bryczesy w kolorze spódnico-fartucha i żakietu;
- bluzka biała lub ecru;
- kamizelka;
- buty jeździeckie (oficerki lub sztyblety i sztylpy),
- rękawiczki skórzane lub zamszowe (w kolorze naturalnej skóry lub ciemnobrązowe – nie czarne i nie białe!);
- cylinder (wys. 115–140mm) lub kask ochronny (amazonki poniżej 22 roku życia obowiązuje kask we wszystkich konkursach);
- plastron (noszony z cylindrem) lub krawat (noszony z melonikiem lub z kaskiem ochronnym);
- szpilka do krawata lub palastrona;
- włosy upięte w kok;
- ostroga (może być „ślepa”, bez bodźca), dla kategorii juniorów ostroga nieobowiązkowa;
- siatka na twarz tzw. woalka w kolorze czarnym lub brązowym opinająca całą twarz (dla seniorek dozwolona tylko w połączeniu z cylindrem);
- niedozwolona jest biżuteria.

Przejściowo w konkursach ujeżdżenia dopuszcza się start w strojach nawiązujących do strojów historycznych za zgodą sędziego głównego (z wyjątkiem Mistrzostw Polski).”

## Koń
Koń do jazdy po damsku powinien mieć szerokie łopatki, by siodło nie przekręcało się. Należy też pamiętać, że siodło damskie jest cięższe od zwykłego oraz kończy się dalej, w związku z czym konia o krótkim grzbiecie może trącać po zadzie. Rzadko kiedy siodło dostosowane jest idealnie do konia. Wtedy zakłada się jeszcze pas równowagi, który utrzymuje siodło w odpowiednim położeniu. Pod żadnym pozorem damskim siodłem nie należy siodłać koni młodych (gdyż można uszkodzić im kręgosłup) oraz koni wspinających się, ponieważ jest to bardzo niebezpieczne dla amazonki.

## Jazda
Damskie siodło utrudnia jazdę w kłusie, galopie oraz skoki. Opierając się jedynie lewą stopą w strzemieniu oraz prawym kolanem na kuli nie można uzyskać czystego półsiadu. Jednak gdy amazonka galopuje, może lekko wychylić się do przodu, do pozycji lekkiego półsiadu, który wystarczy do komfortowej jazdy w galopie. W siodle damskim wygodniejszy jest kłus wysiadywany niż anglezowany.
Warto również wspomnieć o wsiadaniu na konia. Na damskie siodło nie wolno wchodzić po strzemieniu, gdyż można w ten sposób uszkodzić terlicę siodła oraz przekręcić samo siodło. Najlepszym sposobem jest wchodzenie z ręki, kiedy to amazonkę podsadza druga osoba. Można też wchodzić ze schodków, krzesła, drabinki itp., ale pod warunkiem, że są na tyle wysokie, iż amazonka może od razu usiąść na siedzisku. Można także wchodzić samodzielnie, co jest bardzo trudne, bowiem najpierw trzeba wskoczyć na konia (nie stając w strzemieniu) do pozycji „po męsku”, a dopiero potem usiąść wyprostowanym w pozycji „po damsku”. Ostatni sposób jest praktycznie niewykonalny, gdy amazonka ubrana jest w spódnicę do jazdy konnej.

## Jeździectwo po damsku w Polsce
Jeździectwo w po damsku w Polsce było uprawiane przez kobiety jako sport bardzo prężnie między I a II wojną światową. Po II wojnie światowej kobiety w duchu emancypacji przestały jeździć po damsku, zamiast tego początkowo jeździły po męsku w spódnico-spodniach, potem jednak dosiadały koni w spodniach, zupełnie tak jak mężczyźni. Ruch jeździectwa po damsku zaczął odradzać się kilka lat temu. Kilku entuzjastów uruchomiło Stowarzyszenie W Damskim Siodle, które promuje ten styl jazdy, prowadzi szkolenia oraz organizuje zawody. Prezes tego stowarzyszenia, Jolanta Lipka, napisała książkę Podstawy współczesnej jazdy konnej po damsku. Siodła damskie zaczynają być dostępne w polskich sklepach, jednak nadal trudno o dobrej jakości damskie siodło w przystępnej cenie. Mimo to ta dyscyplina zyskuje wśród Polek coraz więcej zwolenniczek.